# گوری شینده
گوری شینده (انگلیسی: Gauri Shinde؛ زادهٔ ۶ ژوئیهٔ ۱۹۷۴) کارگردان فیلم و فیلم‌نامه‌نویس اهل هند است.
وی همچنین برندهٔ جوایزی همچون جایزه فیلم‌فیر شده‌است.

## فیلم‌شناسی
| سال  | نام            | نقش                            |
| ---- | -------------- | ------------------------------ |
| ۲۰۱۲ | انگلیش وینگلیش | کارگردان، داستان، فیلم‌نامه‌نویس |
| ۲۰۱۶ | زندگی عزیز     | کارگردان، داستان، فیلم‌نامه‌نویس |